# Cieszanowice (przystanek kolejowy)
Cieszanowice – nieistniejący już przystanek kolejowy na zlikwidowanej linii kolejowej nr 313 Otmuchów - Przeworno, w miejscowości Cieszanowice, w województwie opolskim, w powiecie nyskim, w gminie Kamiennik, w Polsce.
| Cieszanowice                                  |  |                                         |
| Linia nr 313 Otmuchów - Przeworno (18,058 km) |  |                                         |
| Klodobokodległość: 6,306 km                   |  | Szklary Grodkowskie odległość: 1,859 km |